# Cinnamomum yabunikkei
Cinnamomum yabunikkei là loài thực vật có hoa trong họ Nguyệt quế. Loài này được H.Ohba mô tả khoa học đầu tiên năm 2006.